# Salviac
Salviac település Franciaországban, Lot megyében. Lakosainak száma 1218 fő (2022. január 1.). Salviac Saint-Aubin-de-Nabirat, Campagnac-lès-Quercy, Florimont-Gaumier, Cazals, Dégagnac, Gindou, Léobard és Marminiac községekkel határos.
A városban áll a 13-15 századi templom a Saint-Jacques-le-Majeur (Nagy Szent Jakab templom).
A település közelében található a 'Plantades' nevű régészeti lelőhely, melyet 1987-ben az aszályos időszak miatt kialakuló, a levegőből megfigyelhető törésvonal-anomáliák miatt fedeztek fel. Ritkasága annak köszönhető, hogy a 'Cadurques' nevű gall törzs kevés fent maradt ősi településeinek egyike (kevesebb mint 12 ilyen lelőhely dokumentált). 

## Népesség
A település népessége az elmúlt években az alábbi módon változott:
| Lakosok száma | 972  | 855  | 1076 | 1186 | 1243 | 1217 | 1211 | 1208 | 1208 | 1218 |
|               | 1968 | 1982 | 1999 | 2006 | 2011 | 2015 | 2017 | 2018 | 2020 | 2022 |